# Логическая семантика

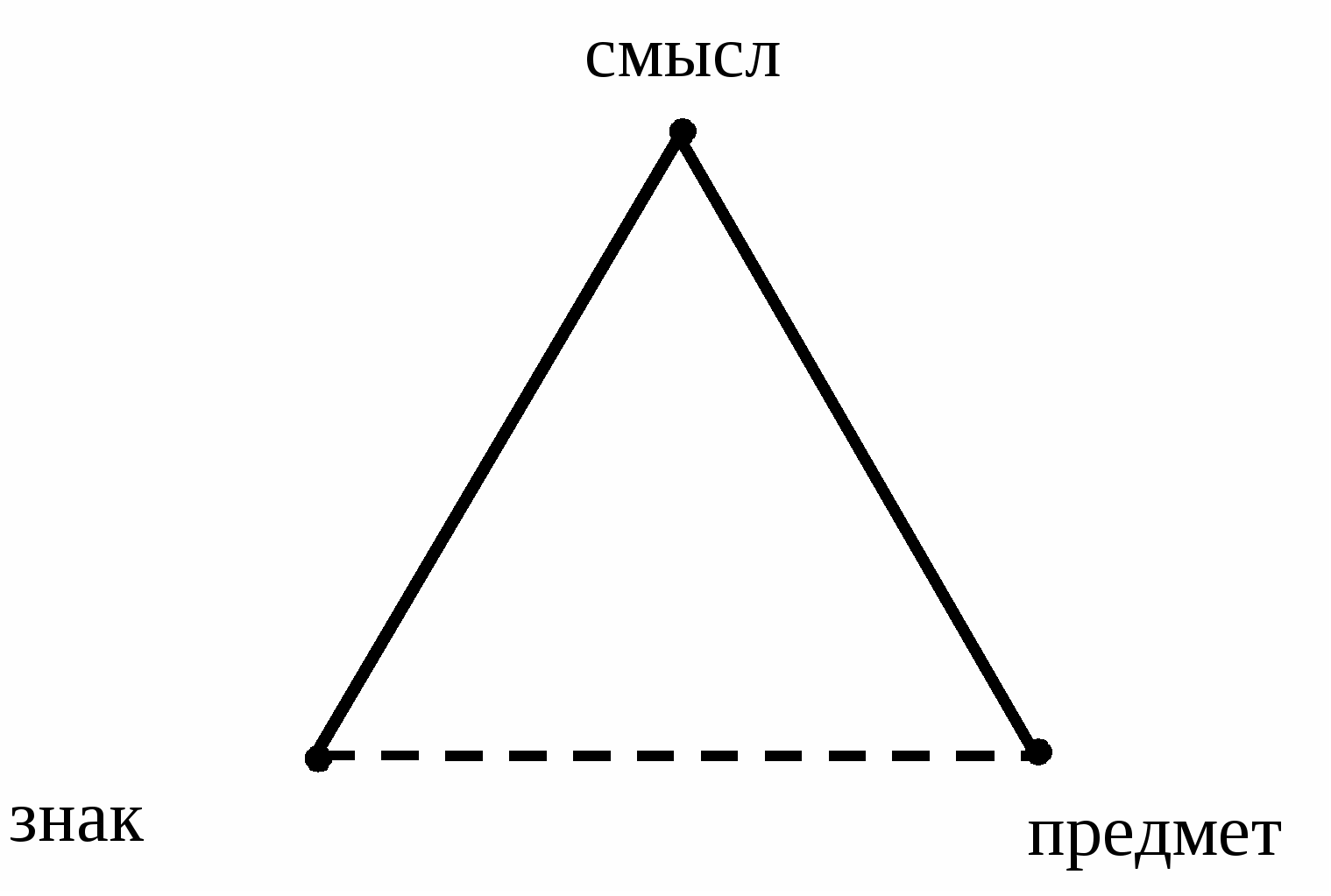
Логическая семантика

Логическая семантика («рассуждение», «мысль», «разум») — раздел логики, в котором изучаются отношения языковых символов к обозначаемым ими объектам и выражаемому ими содержанию.

## Логическая семантика как наука

#### Формальная система
Семантика как взыскательная наука может применяться только для языков, которые имеют установленную текстуру и формальную систему. Логическая семантика решает вопрос нахождения путей и методов интерпретации формальных систем, поэтому они выступают как эффекты формализации содержательных доктрин. В Логической семантике распознают теорию референции, базирующуюся на понятии истинности, и теорию толку. Уточнение понятия «толка» наталкивается на принципные проблемы, стимулированные многогранностью данного понятия.

#### Семантический анализ
Есть разные способы семантического анализа: способ экстенсионала и интенсионала, способ работы именования, доктрина неполных знаков, концепция твердых десигнаторов и др. Способы семантического анализа толка и ценности выражений, созданные в Логической семантике, имеют все шансы применяться и к анализу природных языков. Тем не менее, данные способы не считаются в заключительном случае необходимыми. Нужно учесть конкретные лингвистические свойства выражений натурального языка, смыслы которых находятся в зависимости и ещё от контекста потребления, от коммуникативных качеств, от пресуппозиций носителя языка и прочих причин.

## Развитие логической семантики
Прогрессивная Логическая семантика всходит к работам Г. Фреге. Тем не менее, исследование Логической семантики как особенного раздела закономерной науки следует датировать началом 30-х гг., когда начали выходить работы А. Тарского, а именно его базовый труд «Понятие истины в формализованных языках» (1935). В 1942?1947 гг. выходит трехтомное издание «Изыскание по семантике» Р. Карнапа.

#### Достижение логик и методик
В послевоенные годы значительные результаты были достигнуты в доктринах моделей, в частности, в доктрине, которая рассматривала взаимосвязь между синтаксическими качествами формул и качествами их моделей. Именно в этот период начали формироваться семантики для разного типа модальных логик, интуиционистской логики, релевантных, немонотонных и множества иных классов закономерных исчислений. Разрабатываются разные методы возведения семантики с истинностными провалами и пресыщенными оценками, теоретико-игровые, ситуационные и другие. В заключительные десятилетия планируется сближение семантики и прагматики. При построении семантики предусматриваются конкретные прагматические нюансы: контексты потребления выражений, явные свойства субъекта познавательной работы.